# Minton Township (Missouri)
Minton Township est un ancien township du comté de Holt dans le Missouri, aux États-Unis,.
Il est fondé en 1868 et baptisé en référence à un pionnier.

## Source de la traduction
- (en) Cet article est partiellement ou en totalité issu de l’article de Wikipédia en anglais intitulé « Minton Township, Holt County, Missouri » (voir la liste des auteurs).